# Lunas, Hérault
Lunas (okcitansko Lunaç) je naselje in občina v južnem francoskem departmaju Hérault regije Languedoc-Roussillon. Leta 2009 je naselje imelo 651 prebivalcev.

## Geografija
Naselje leži v pokrajini Languedoc ob reki Gravezon in njenem levem pritoku Nize, 67 km zahodno od Montpelliera.

## Uprava
Lunas je sedež istoimenskega kantona, v katerega so poleg njegove vključene še občine Avène, Le Bousquet-d'Orb, Brenas, Ceilhes-et-Rocozels, Dio-et-Valquières, Joncels, Lavalette, Mérifons, Octon, Romiguières in Roqueredonde s 4.060 prebivalci.
Kanton Lunas je sestavni del okrožja Lodève.

## Zanimivosti
Lunas je vmesna postaja romarske poti v Santiago de Compostelo, Via Tolosane.
- romanska cerkev  sv. Pankracija iz 12. stoletja,
- kapela Notre-Dame de Nize,
- Château de Lunas iz 17. stoletja.